# Proteste in Libano del 2019-2020

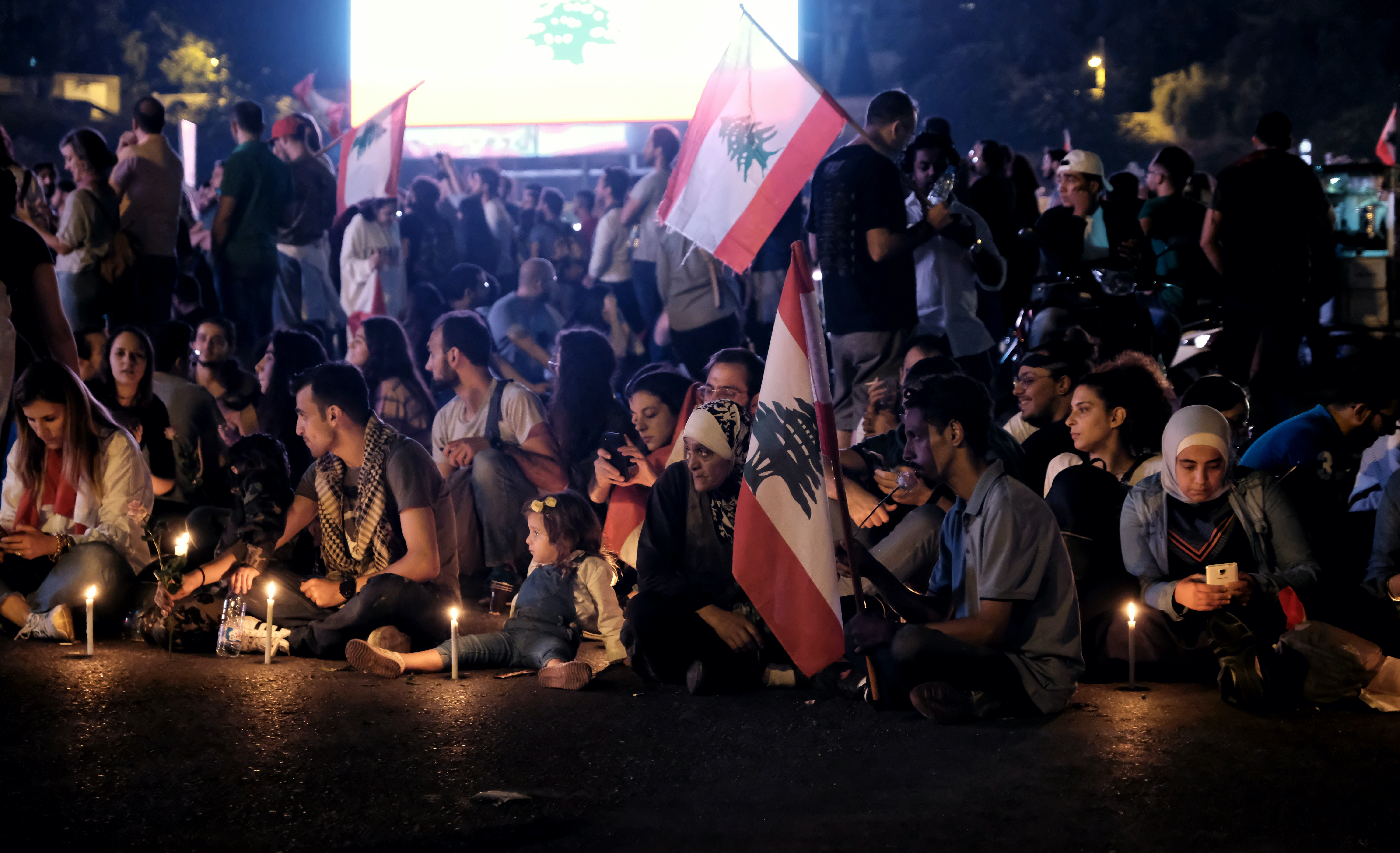
proteste del 26 ottobre 2019

Le Proteste in Libano del 2019-2020 sono una serie di manifestazioni in corso in Libano a livello nazionale iniziate il 17 ottobre 2019 in risposta all'incapacità del governo di trovare soluzioni a una crisi economica che si è profilata nell'ultimo anno.
Le proteste sarebbero state innescate dalle nuove imposte previste su benzina, tabacco e telefonate online attraverso operatori come WhatsApp.
Le proteste hanno portato il 29 ottobre 2019 alle dimissioni del Primo Ministro Saad Hariri.

## Storia

### La crisi economica
Dal 1997, i governi hanno mantenuto un tasso di cambio ancorato tra la lira libanese e il dollaro statunitense. Le previsioni per l'economia libanese sono peggiorate nel corso del 2010 e nel 2019 il PIL pro capite ha raggiunto il livello più basso dal 2008 e il rapporto debito/PIL ha raggiunto il massimo dal 2008 al 151%. Di conseguenza, le agenzie internazionali di rating del credito hanno declassato il rating dei titoli di Stato.
La combinazione di una recessione economica (dovuta in parte anche alle ricadute della guerra civile nella vicina Siria) in un paese dipendente dalle importazioni con la continuazione della sua politica monetaria ancorata alla valuta estera ha visto un aumento del deficit di bilancio del governo e una dipendenza dall'uso delle riserve di valuta estera della banca centrale della nazione per mantenere il valore della valuta. Una successiva carenza di dollari nel 2019 ha ulteriormente influenzato l'economia, poiché le imprese importatrici locali ed i cittadini non sono stati in grado di acquisire dollari al tasso ufficiale ed è emerso un mercato nero. Il governo di coalizione guidato da Saʿd Ḥarīrī ha risposto con un programma di austerità, di aumenti delle tasse generali e riduzioni della spesa, con l'obiettivo di ridurre il disavanzo pubblico. La riduzione del disavanzo nazionale era una condizione per un pacchetto di prestiti da 10,2 miliardi di dollari e sovvenzioni per 860 milioni di dollari concordati nel 2018 con la Banca Mondiale, la Banca europea per la ricostruzione e lo sviluppo e l'Arabia Saudita.
Le prime proteste hanno iniziato a manifestarsi intorno a Beirut verso la fine di settembre.
In una sessione del gabinetto tenutasi il 17 ottobre, il governo ha proposto strategie per aumentare il bilancio statale per il 2020. Sono state discusse 36 voci, tra cui l'aumento dell'imposta sul valore aggiunto del 2% entro il 2021 e un ulteriore 2% entro il 2022, raggiungendo un totale del 15%. Inoltre, i media hanno riferito che c'erano piani di addebito di 0,20 USD per le chiamate VoIP, come quelli effettuati su FaceTime, Facebook e WhatsApp. La sessione finale del progetto di bilancio si sarebbe tenuta il 19 ottobre, ma è stata annullata con l'accordo del Primo Ministro Saʿd Ḥarīrī e del Presidente Michel Aoun.

### Le proteste

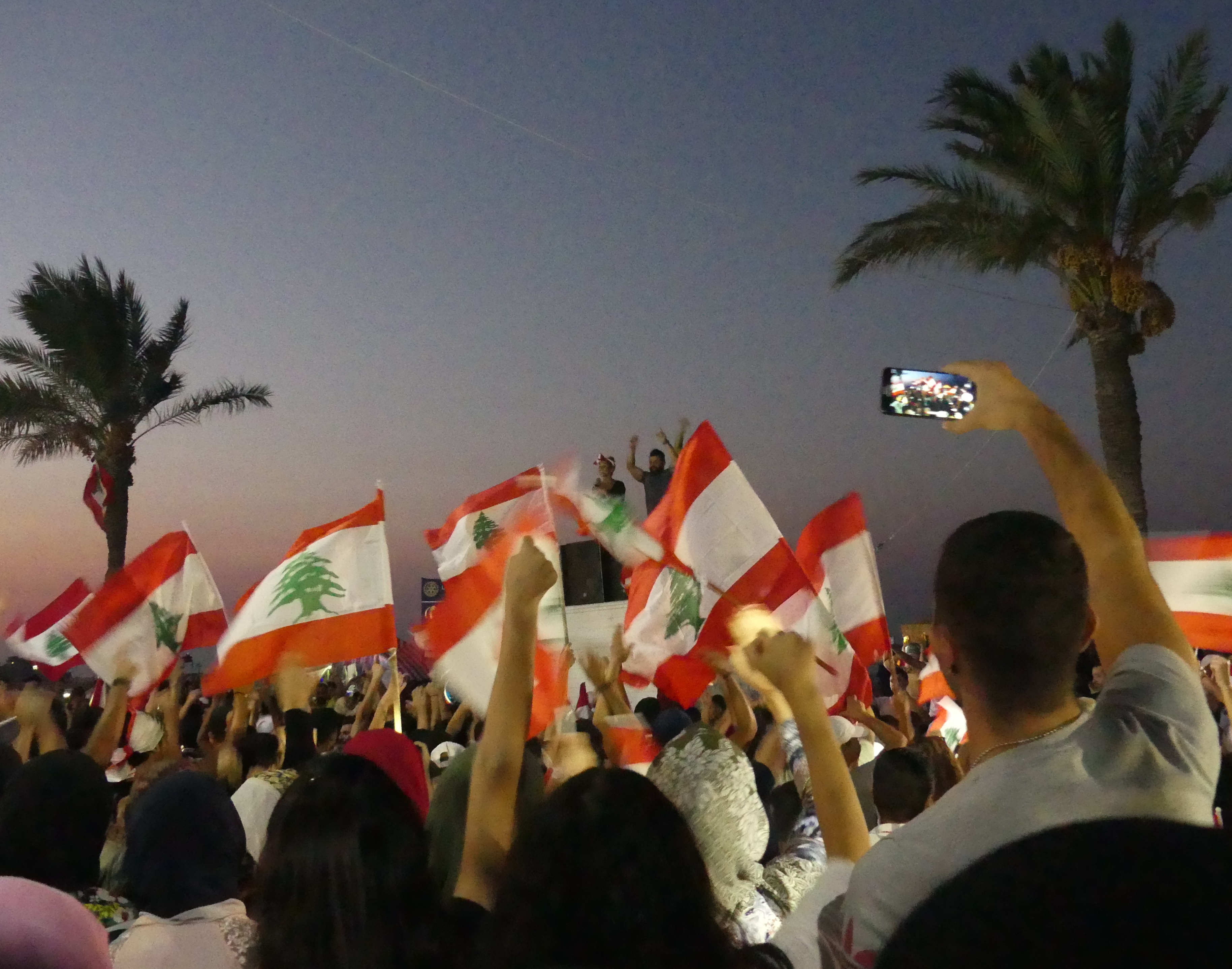
Proteste del 22 ottobre 2019

Nello stesso mese sono scoppiate in tutto il paese violente proteste contro la stagnazione economica, il carovita, la corruzione e la disoccupazione. Queste manifestazioni soprannominate Tax Intifada (Intifada delle Tasse) e Whatsapp Revolution, sono una serie di proteste nazionali, non settarie in risposta al fallimento del governo nel trovare soluzioni a una crisi economica che si è profilata nell'ultimo anno.
Lo scoppio delle proteste è stato attribuito all'accumularsi nelle settimane precedenti di diverse situazioni di criticità come ad esempio lo scoppio di incendi causati dalla cattiva gestione in più di 100 località del Libano e non adeguatamente contrastati a causa della mancanza di manutenzione degli elicotteri antincendio. L'innesco diretto delle proteste è stato l'annuncio di nuove imposte previste su benzina, tabacco e telefonate online come tramite WhatsApp.
Il 1º ottobre, la Banca centrale del Libano ha annunciato una strategia economica che prometteva di fornire dollari a tutte quelle aziende importatrici di grano, benzina e prodotti farmaceutici, in modo da poter continuare le loro importazioni. Questa è stata considerata una soluzione a breve termine dagli analisti economici.
Secondo The Economist, la disfunzione e la cattiva gestione del Libano, causa delle proteste, hanno le sue origini nel sistema politico settario del paese sancito dagli Accordi di Ta'if.
In risposta all'ondata di proteste il primo ministro Ḥarīrī ed il capo di stato, l'ex generale Michel Aoun, hanno annunciato il ritiro delle nuove tasse ed una nuova manovra economica che prevedesse un taglio del debito pubblico (tramite la richiesta di più di 3 miliardi di dollari alle banche private libanesi da versare nelle casse della Banca Centrale), niente aumento di imposte, liberalizzazioni nel campo delle telecomunicazione e nel settore energetico, sostegno alla povertà, tagli di organismi statali inutili (come i Consigli dello Sviluppo, nati a seguito della guerra civile e con il tempo divenuti organismi clientelari) e tagli agli stipendi dei politici.

### Dimissioni e nuovo governo
Il 29 ottobre 2019, Hariri annuncia le sue dimissioni.
Il 19 dicembre è stato eletto dalla sola maggioranza dell'Alleanza 8 marzo il sunnita Hassan Diab, professore di ingegneria informatica all'Università americana di Beirut.